# Little Pal
Little Pal er en amerikansk stumfilm fra 1915 af James Kirkwood.

## Medvirkende
- Mary Pickford.
- Russell Bassett som Sid Gerue.
- George Anderson som John Grandon.
- William Lloyd som Pill Box Andy.
- Constance Johnson som Frances Grandon.